# Comuna de Wysokie Mazowieckie
Wysokie Mazowieckie (polaco: Gmina Wysokie Mazowieckie) é uma gminy (comuna) na Polónia, na voivodia de Podláquia e no condado de Wysokomazowiecki. A sede do condado é a cidade de Wysokie Mazowieckie.
De acordo com os censos de 2004, a comuna tem 5318 habitantes, com uma densidade 32 hab/km².

## Área
Estende-se por uma área de 166,11 km², incluindo:
- área agricola: 72%
- área florestal: 23%

## Demografia
Dados de 30 de Junho 2004:
|                      | Total   | Total | Mulheres | Mulheres | Homens  | Homens |
| -------------------- | ------- | ----- | -------- | -------- | ------- | ------ |
|                      | pessoas | %     | pessoas  | %        | pessoas | %      |
| População            | 5318    | 100   | 2607     | 49       | 2711    | 51     |
| Densidade (pop./km²) | 32      | 100   | 15,7     | 15,7     | 16,3    | 16,3   |

De acordo com dados de 2002, o rendimento médio per capita ascendia a 1428,97 zł.

## Comunas vizinhas
- Czyżew-Osada, Kołaki Kościelne, Kulesze Kościelne, Nowe Piekuty, Sokoły, Szepietowo, Wysokie Mazowieckie, Zambrów